# Apologue
Ne doit pas être confondu avec Apologie.
L'apologue est un genre littéraire. Il s'agit d'un court récit narratif, didactique, démonstratif et fictif, à visée argumentative, dont se tire une vérité morale pratique, un enseignement pour le lecteur. Il est rédigé principalement en vers. S'il a pu être considéré comme un genre de deuxième ordre, l'apologue est sans doute très ancien, bien que les premières traces écrites qui nous soient parvenues datent du VIe siècle av. J.-C. en Grèce, puis à Rome au Ier siècle, mais aussi en Inde dans les premiers siècles de notre ère, et de là, en Perse et dans les pays arabes. Jean de La Fontaine fut le maître du genre, qui après lui connut un long déclin.

## Étymologie et définition
Le mot vient du grec ἀπόλογος / apólogos, « récit détaillé, narration », d'où « fable ». Il dérive de apologie, sur le modèle analogie / analogue. Au XVe siècle, Guillaume Tardif le définit comme un « petit récit d'un fait vrai ou fabuleux, par lequel on veut présenter une vérité instructive ».

## Histoire
Le genre de l'apologue est antérieur à la notion même de genre littéraire: son origine remonte à la fois à la nuit des temps et à l'infralittérature,. Ce type d'histoires qui met en scène des personnages animaux ou, parfois, végétaux, qui se comportent comme des êtres humains, a en fait toujours été utilisé pour illustrer des leçons de prudence ou de morale.

### Antiquité
Toutefois, c'est souvent le Grec Ésope qui est considéré comme le fondateur du genre. Cet ancien esclave, qui aurait vécu au VIe siècle av. J.-C., a laissé quelques centaines de fables mettant en scène des animaux et développant une morale facile à comprendre. Cette tradition, apparue semble-t-il en Ionie, a été prolongée à Rome par Phèdre (Ier siècle ap. J.-C.) et par de nombreux imitateurs et traducteurs, et l'étude des fables d'Ésope faisait partie de l'enseignement de base des jeunes Grecs de l'Antiquité[réf. souhaitée]. Une deuxième veine vient d'Orient, via le recueil sanskrit du Pañchatantra aux premiers siècles de notre ère en Inde et sa version en arabe, connue en Perse et dans les pays arabes sous le nom de Kalila et Dimna. C'est au prosateur d'origine persane Ibn al-Muqaffa' (m. en 756) qu'on doit ce recueil, qui sera traduit en castillan en 1251 sous le titre Calila y Dimna.
En fait, l'Antiquité a connu deux formes essentielles d'apologue [réf. nécessaire] : les fables — en prose du grec Ésope (VIe siècle av. J.-C.), en vers du latin Phèdre (Ier siècle ap. J.-C.) auxquelles on ajoutera les textes indiens — et les paraboles de l'Évangile. Si les premières utilisent très souvent des animaux comme personnages, les secondes mettent en scène des êtres humains à qui se trouve délivré un enseignement moral issu des paroles du Christ.

### Moyen Âge
Entre le Ve et le XVe siècle, le genre de la fable connait une production stable et une réception active. En latin, en plus du recueil de Phèdre, celui d'Avianus (composé vers l'an 400) rassemble des fables en distiques élégiaques, tandis que le recueil de « Romulus » (composé au Ve siècle) regroupe une centaine de fables en prose latine. Ce dernier ouvrage est le point de départ de plusieurs recueils durant le Moyen Âge central, dont l’adaptation en distiques élégiaques dite « de l'Anonyme de Nevelet » (fin du XIIe siècle av. J.-C.). En français, vers 1190, Marie de France signe un recueil de cent quatre fables en vers qui sont, selon Jeanne-Marie Boivin, plus célèbres que ses Lais. Elles ont été traduites par Françoise Morvan en respectant leur forme rimée.
On connaît l'apologue au Moyen Âge sous le nom de isopet et ce genre connaîtra un grand succès. Deux isopets en vers réécrivent l’Ésope médiéval : l'Isopet de Chartres et l'Isopet II de Paris, tandis que deux Isopets en vers réécrivent le Romulus : l'Isopet de Lyon et l'Isopet I. Du côté de la prose, un traducteur anonyme du XIIIe siècle donne en version française les Parabolæ d'Eudes de Cheriton. Enfin, Julien Macho traduit l’Ésope médiéval latin vers 1480.

### Époque classique
La tradition ésopique nous est aussi parvenue grâce à Jean de La Fontaine, par le truchement du fabuliste latin Phèdre, et par l'humanisme au XVIe siècle. On doit à Phèdre et aux humanistes des traductions et des imitations des fables antiques. Mais si La Fontaine reconnaît ce modèle, puisqu'il considère Ésope comme « l'oracle de la Grèce » (Fables, II, 20) qu'il en reprend la trame narrative, il s'approprie le genre pour lui donner des caractéristiques particulières. et puise à toutes les sources antiques ainsi aux sources orientales connues plus récemment — le Pañchatantra — pour composer des textes dont la vocation éducative est clairement définie dans la préface. Une partie de ses fables les plus connues sont des textes attribués à Ésope, repris parfois par Phèdre, comme Le Corbeau et le Renard, Le Loup et l'Agneau, ou encore Le Roseau et l'Olivier devenu Le Chêne et le Roseau). C'est avec La Fontaine que le genre atteint sans doute son sommet.
Au siècle suivant, Jean-Pierre Claris de Florian compose lui aussi des fables, mais après le XVIIIe siècle, seuls quelques écrivains s'en inspirent, pour en faire des pastiches ou des parodies, comme Victor Hugo, Tristan Corbière et, au XXe siècle, Jean Anouilh et Raymond Queneau.

## Caractéristiques
D'une manière générale, on peut dire que les apologues orientaux forment des textes beaucoup plus long, qui sont reliés entre eux, par le fil d'un récit. Ces histoires présentent souvent une morale de portée collective, contrairement aux apologues en Occidents, qui se terminent en général par une morale individuelle. Il s'agit de textes brefs et aisés, mis au service de la morale qui se trouve à la fin (mais parfois au début), et qui est détachée du corps de l'histoire. Cette morale constitue « l'âme du conte » (selon le mot de Jean Marmier). Ces éléments distinguent l'apologue d'histoires d'animaux très longues, comme le Roman de Renart,
Le transfert d'une idée dans un récit fictif à valeur symbolique permet de rendre attrayante cette même idée, et l'apologue donne chair à des situations parfois lointaines ce qui permet une identification aux personnages : l'apologue séduit tout en faisant réfléchir (voir l'expression latine « placere et docere », « plaire et instruire »). De plus, la brièveté du récit évite l'ennui. Le schéma narratif est élaboré pour mettre en évidence une idée, le récit est orienté selon l'axe à démontrer.

## Formes et auteurs célèbres
- Fable : La Fontaine, Esope, Phèdre, Florian
- Conte : Voltaire, Charles Perrault, Les Frères Grimm, Andersen
- Utopie : Rabelais, More
- Parabole : Matthieu, Marc

## Quelques apologues célèbres
- Ésope, L'aigle et la renarde, Le corbeau et le renard, Le loup et l'agneau, Le roseau et l'olivier, VIe siècle av. J.-C.
- Apologue de Prodicos, Ve siècle av. J.-C.
- Apologue des membres et de l'estomac, Ve siècle av. J.-C.
- Don Juan Manuel, Le Comte Lucanor, 1330-1335
- François Rabelais, L'Abbaye de Thélème, L'Éducation, dans Gargantua, 1534
- Savinien Cyrano de Bergerac, Histoire comique des États et Empires de la Lune, 1657
- Pascal, Apologue du roi naufragé, 1660
- La Fontaine, la plupart de ses Fables, 1662
- Charles Perrault, Le Petit Chaperon rouge, 1697
- Fénelon, Les Aventures de Télémaque, 1699
- Voltaire, Candide, 1759
- Voltaire, L'Ingénu, 1767
- Denis Diderot, Jacques le fataliste et son maître, personnage de Madame de la Pommeraye, 1796
- Jacob et Wilhelm Grimm, Blanche-Neige, 1812
- Hans Christian Andersen, Le roi est nu (Les Habits neufs de l'empereur, 1837)
- Victor Hugo, Le Dernier Jour d'un condamné, 1832
- Alfred de Vigny, La Mort du loup, 1843
- Victor Hugo, Le crapaud, 1859
- Anatole France, Le Procurateur de Judée, 1892
- Alphonse Daudet, La Légende de l'homme à la cervelle d'or, 1869
- Charles Baudelaire, Le Joujou du pauvre, 1869
- Émile Zola, Le Forgeron, dans Nouveaux Contes à Ninon, 1874
- Franz Kafka, La Métamorphose, 1915
- George Orwell, La Ferme des animaux et 1984, 1945 et 1948
- Dino Buzzati, Les Souris, 1954
- Italo Calvino, Le Baron perché, 1957
- Georges Perec, W ou le Souvenir d'enfance, 1975
- Bernard Le Bouyer de Fontenelle, La dent d'or, dans Histoire des oracles , 1687
- Franck Pavloff, Matin brun, 1998
- Emmanuel Cruvelier, Amalthée, Le Pélikan, La Disgrâce, Le petit homme rouge des Tuileries, 2023